# Rachana (bướm)
Rachana là một chi bướm ngày thuộc họ Bướm nâu.

## Các loài
- Rachana australis (Schroeder & Treadaway, 1990)
- Rachana burbona
- Rachana circumdata (Schroeder, Treadaway & Hayashi, 1981)
- Rachana degenerata
- Rachana gamtara
- Rachana jalindra (Horsfield, 1829)
- Rachana macanita
- Rachana mariaba (Hewitson, 1869)
- Rachana mingawa
- Rachana mioae (Hayashi, 1978)
- Rachana nedymond
- Rachana plateni (Semper, 1890)
- Rachana thymbraeus

## Hình ảnh

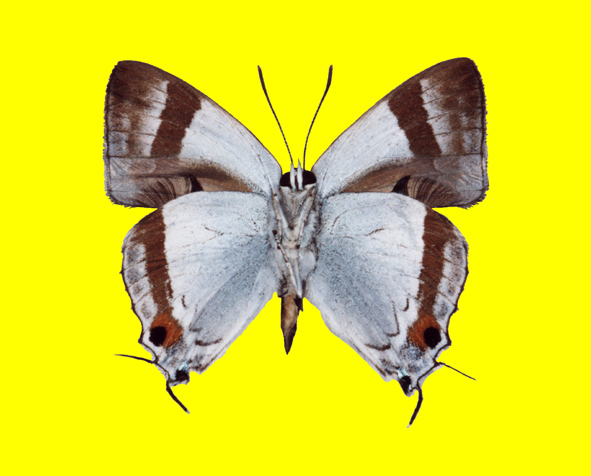
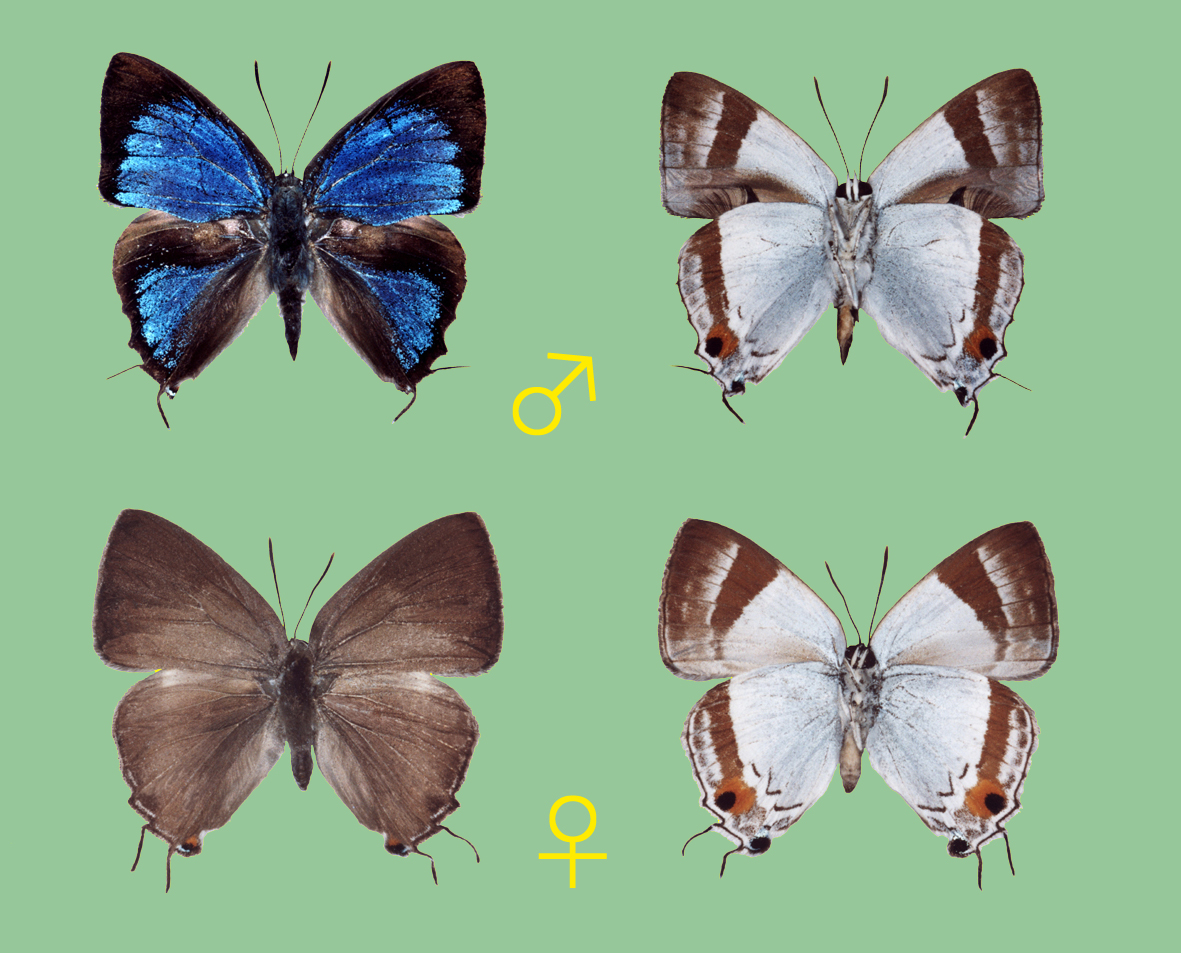